# لا تخبروا والدتي
لا تخبروا والدتي Don't Tell My Mother هو برنامج تلفزيوني ينتمي إلى برامج السفر والرحلات وتلفزيون الواقع، يقدم دييغو بونويل ويعرض على شبكة ناشونال جيوغرافيك National Geographic التلفزيونية، على تلفزيون ناشونال جيوغرافيك مغامرات قبل تغير مسمها لتصبح ناشونال جيوغرافيك البشر.
يبلغ عدد مواسمه 5 مواسم. تحوي 40 حلقة. إذ يتضمن كل من الموسم الأول والثاني والثالث 10 حلقات، أما الموسم الرابع والخامس فقد كان عدد حلقات كل واحد منهم هو 5 حلقات. بدأ البرنامج في عام 2008 عندما كان دييغو بونويل يعمل مراسلاً للتلفزيون الفرنسي.